# Eugène Van der Meersch
Pour les articles homonymes, voir Vandermeersch.
Eugène Van der Meersch  est un résistant et homme politique français né le 11 novembre 1901 à Croix et mort le 17 juin 1967 à Neuilly-sur-Seine.

## Biographie
Eugène Van der Meersch a fait des études à l’École nationale supérieure des arts et industries textiles de Roubaix. Blessé par balle pendant la Première Guerre mondiale, il suit les cours de l’École d’administration militaire de Vincennes.
Durant la campagne de 1940, il est affecté dans un service de santé. Il est démobilisé le 7 août 1940 à Montpellier avec le grade de capitaine de réserve.
D'octobre 1940 à la libération, Eugène Van der Meersch est mandataire unique et fondé de pouvoir de plusieurs sociétés à Paris. Parallèlement, il diffuse des tracts et le journal clandestin Pantagruel et mène des actions de propagande, de recrutement, de rédaction de journaux et diffusion et aide des militaires alliés à franchir la ligne de démarcation. Il prend part au sauvetage de nombreuses personnes persécutées par les nazis ou par le régime de Vichy. Au moins cinquante-deux familles juives lui doivent la vie.
En juillet 1942, il rejoint le mouvement Libération-Nord sous les ordres du colonel Lhermitte et devient chef d’état-major militaire du mouvement pour le département de la Seine. Alors qu'il doit prendre la responsabilité du secteur FFI Paris Ouest, Eugène Van der Meersch est nommé en juin 1944 chef adjoint du 2e Bureau des FFI de la région parisienne sous les ordres de Lefaucheux puis de Rol-Tanguy puis responsable du 1er bureau.
Pendant la bataille de Paris, il organise un réseau complémentaire d’informateurs et coordonne les liaisons pendant les combats entre les points de résistance, l’état-major, l’hôtel de ville et la préfecture.
Démobilisé en 10 octobre 1944. Il exerce ensuite divers mandats politiques : président du conseil de libération nationale puis maire de Neuilly-sur-Seine (1944-1945), conseiller général du Nord (élu en 1949, réélu en 1955 et 1961 dans le canton de Cysoing), représentant français aux commissions interalliées à Berlin et Francfort.
Il est président de la Société havraise de manutention des produits pétroliers et de la société franco-sarroise de pétrole.
Il est élu en 1958 député UNR du département du Nord (6e circonscription : Seclin, Pont-à-Marcq) de la Ire législature de la Ve République.
Le 30 mai 1978, Yad Vashem lui décerne post mortem le titre de Juste parmi les Nations.

## Famille
Eugène Rémy Henry Van der Meersch est le fils d'Henri Joseph Van der Meersch, échantillonneur chez Glorieux, natif de La Madeleine dans la banlieue lilloise et issu d'une famille d'origine belge flamande et de Marie-Thérèse Duquenois, piqurière, native de Roubaix.
Son grand-père paternel Eugène Joseph Van der Meersch, natif de Zevekote en Belgique, arrive en France dans la seconde moitié du XIXe siècle, il s'installera à La Madeleine où il est éleveur de chevaux.
Il était marié et père de quatre enfants.

## Décoration
- Médaille de la Résistance française, avec rosette
- Commandeur de l'ordre de l'Étoile noire (1954)[6]